# 鞋帶

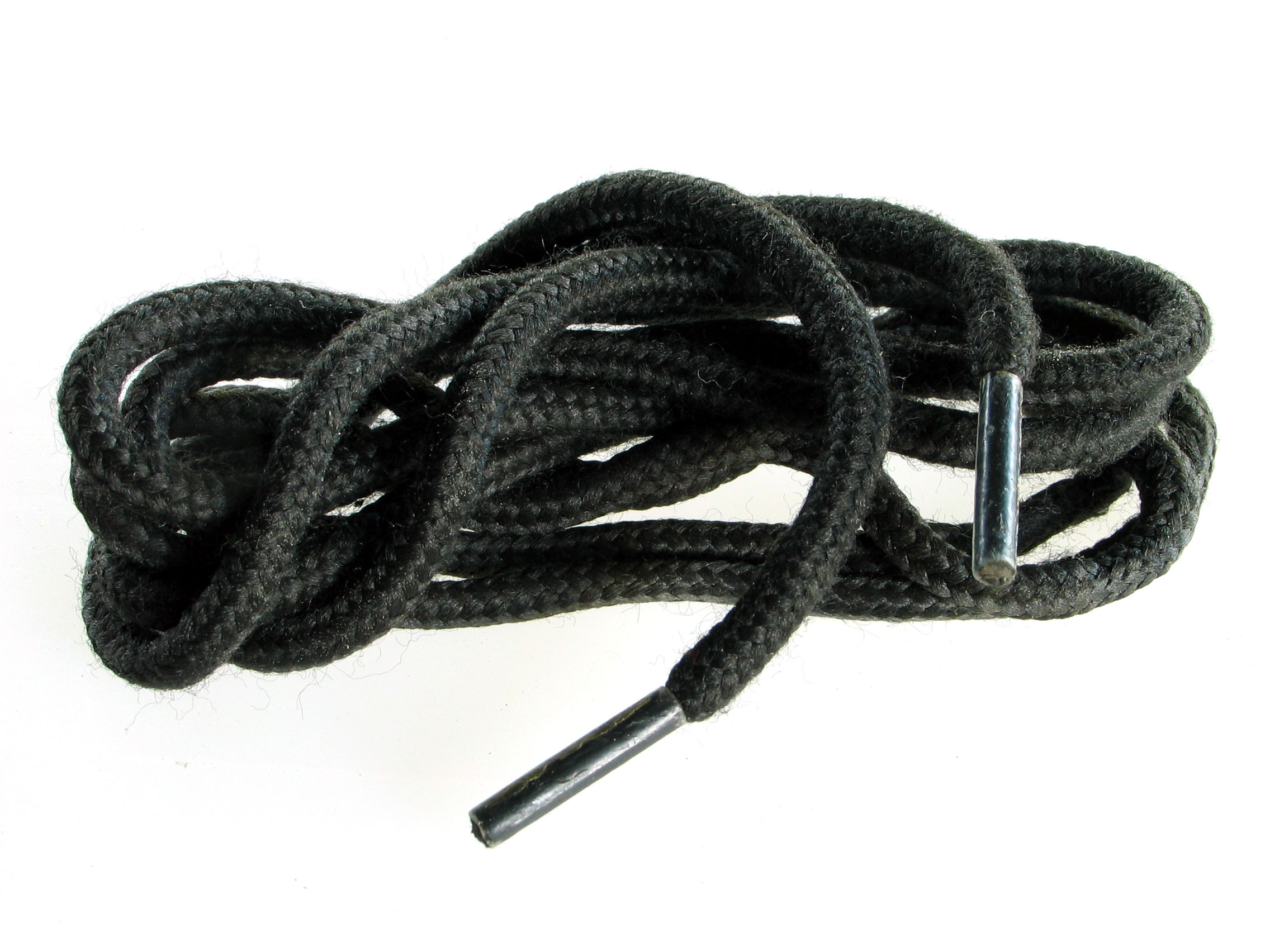
黑色的鞋帶

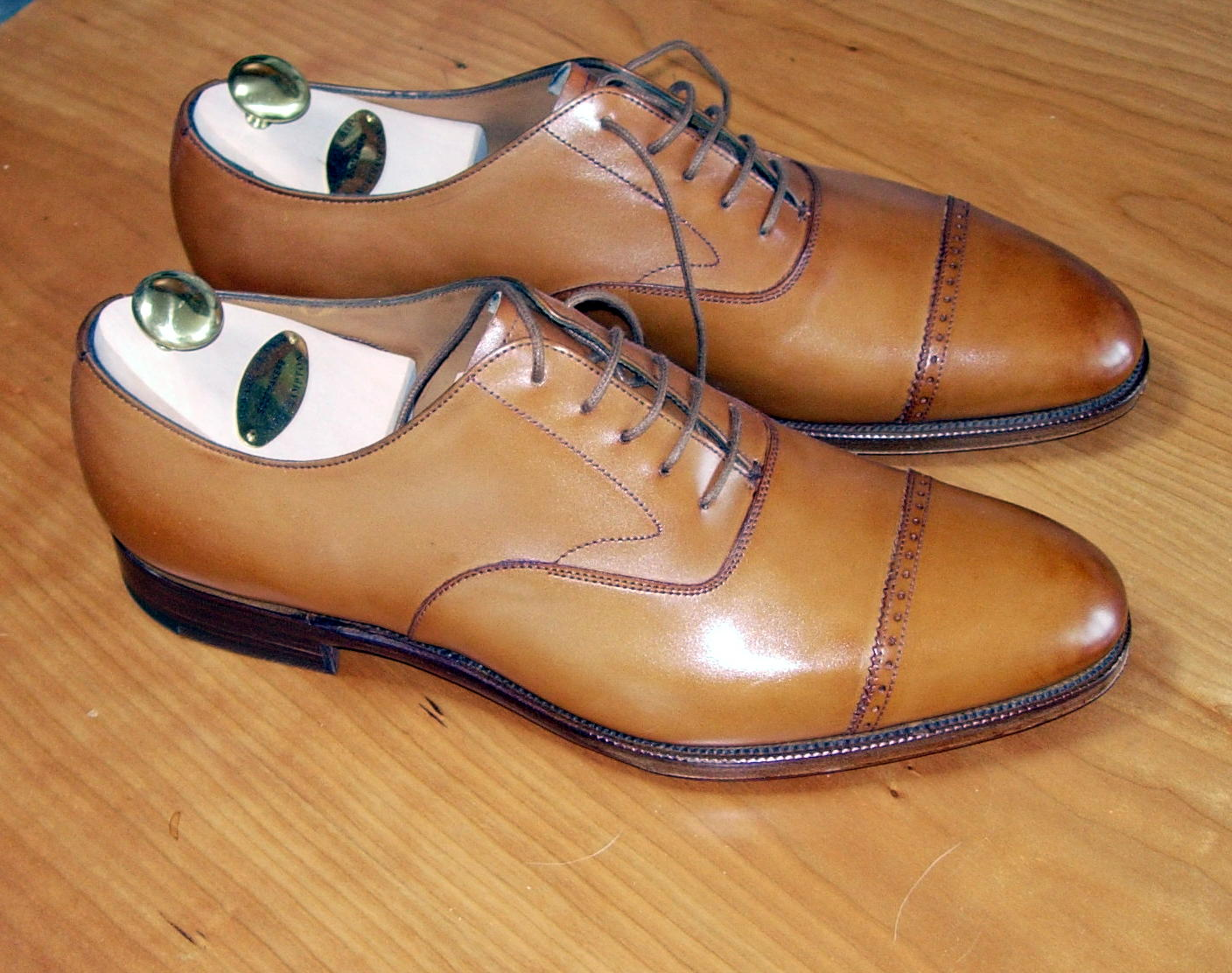
一雙鞋帶沒有綁好的鞋子。

鞋帶是一種用於鞋類的零件，通常由一對的繩子組成，末端著稱為「繩花」或束頭的塑膠或金屬管套。每隻鞋子上用一條鞋帶。使用者在將鞋帶穿過鞋子上的數個孔或鉤後打結，可以讓鞋子變得更緊而不易脫落，而鬆開鞋帶時可以將腳伸入或伸出鞋子中。並非所有的鞋子都需要鞋帶。
早期的許多鞋子都是以繩子固定住的，而現代的鞋帶最早可以追溯到12世紀。

## 外部連結
- CIA Shoelace codes
- CIA Lacing
- Cold War-Era Spy Shoelace Signaling
- CIA Spy Techniques: The Shoelace Code and Other Secret Spy Techniques